# Чубін Борис Валерійович
Бори́с Вале́рійович Чу́бін (1999—2023) — солдат сзбройних сил України, учасник російсько-української війни, винахідник.

## Життєпис
Народився 18 квітня 1999 року в місті Одеса. Єдиний син; виховувала мама. Будучи підлітком створив прилад для людей з вадами зору. Отримав грант на навчання в Німеччині у Національній академії наук. Працював над приладом що міг зменшити втрати воїнів під час наступів. Після навчання переїхав 2014 року в Україну, щоб продовжити своїми розробками і винаходами допомагати українській армії .
З початком російсько-української війни 24 лютого 2022 року Борис пішов добровольцем на фронт. Служив в 59-й окремій мотопіхотній бригаді імені Якова Гнадзюка; був снайпером, радіотелефоністом. Підрозділ 59-ї ОМБР зупиняв ворожі колони на Херсон та Миколаїв. Після звільнення Херсонщини і Миколаївщини підрозділ перевівся до Авдіївки.

## Загибель
Загинув 30 серпня 2023 року біля міста Авдіївка внаслідок ворожого мінометного обстрілу.
Похований в Одесі на Алеї Слави.
У захисника залишилася мама.

## Нагороди та вшанування
- Медаль «Захиснику України».
- У ліцеї де він навчався відкрили меморіальну дошку його честі 19 вересня 2023 року
- Приморський ліцей запровадив оголошено про іменну стипендію для талановитих учнів ліцею імені Бориса Чубіна[2]